# Poslednij ugon
Poslednij ugon (Последний угон) è un film del 1968 diretto da Boris Cyretarovič Chalzanov.